# 서해대학
서해대학(西海大學, Sohae College)은 대한민국 전라북도 군산시에 있었던 사립 전문대학이다.

## 연혁
- 1973년 12월 19일 : 군산전문학교 설립
- 1974년 3월 21일 : 개교
- 1983년 3월 3일 : 부속유치원 설립
- 1993년 3월 1일 : 군산전문대학으로 개편
- 1998년 5월 1일 : 서해대학으로 교명 변경
- 2004년 11월 30일 : 본관 준공
- 2011년 : 교육과학기술부 선정 정부재정지원제한대학[1]
- 2012년 : 교육과학기술부 선정 정부재정지원제한대학[2]
- 2013년 : 교육부 선정 정부재정지원제한대학[3]
- 2014년 : 교육부 선정 정부재정지원제한대학[4]
- 2017년 : 교육부 대학구조개혁평가 2차년도 이행점검 결과 재정지원제한 일부 해제[5]
- 2018년 : 교육부 대학기본역량진단평가 결과 재정지원제한대학 Ⅱ유형 선정 및 국가장학금·학자금대출 전면 제한[6]
- 2021년 2월 28일 : 폐교